# جهنم (فیلم ۱۹۳۸)

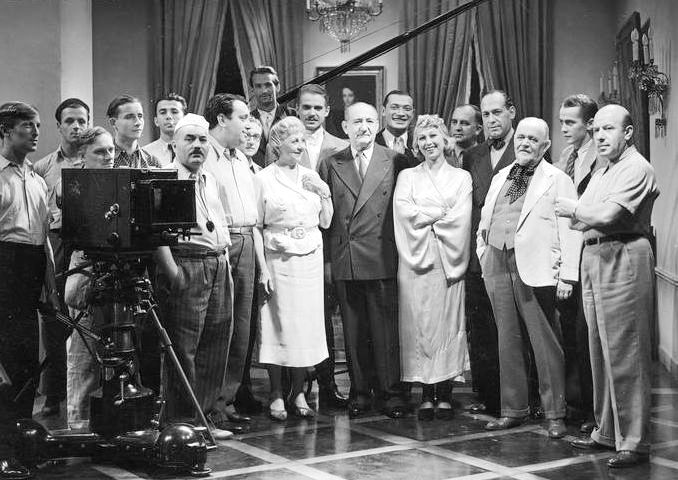
عوامل فیلم جهنم

جهنم (لهستانی: Gehenna) یا گِخِنّا که با عنوان غم و اندوه نیز شناخته می‌شود، یک فیلم ملودرام لهستانی محصول ۱۹۳۸ به کارگردانی میخاو واشینسکی است.

## بازیگران
- لیدیا ویسوتسکا
- ویتولد زاخارویچ
- بوگوسواو سامبورسکی
- اینا بنیتا
- آنتونی فرتنر
- میه‌چیسواوا چویکلینسکا
- یوزف اوروید
- استانیسواوا ویسوتسکا
- استفان خنیجینسکی
- واندا یاکوبینسکا